# Клеве (Штайнбург)
Клеве (нем. Kleve) — община в Германии, в земле Шлезвиг-Гольштейн.
Входит в состав района Штайнбург. Подчиняется управлению Итцехё-Ланд. Население составляет 562 человека (на 31 декабря 2010 года). Занимает площадь 5,57 км².
Коммуна подразделяется на 2 сельских округа.